# Rodocystis rosea
Rodocystis rosea är en sjöborreart som först beskrevs av Alexander Emanuel Agassiz 1879.  Rodocystis rosea ingår i släktet Rodocystis och familjen Pourtalesiidae. Inga underarter finns listade i Catalogue of Life.